# Pingzhai
Pingzhai (kinesiska: 坪寨, 坪寨彝族乡) är en socken i Kina. Den ligger i provinsen Guizhou, i den sydvästra delen av landet, omkring 200 kilometer väster om provinshuvudstaden Guiyang.